# Робі-Крік (Айдахо)
Робі-Крік (англ. Robie Creek) — переписна місцевість (CDP) в окрузі Бойсі штату Айдахо США. Населення — 1193 особи (2020).

## Географія
Робі-Крік розташоване за координатами 43°39′43″ пн. ш. 116°0′55″ зх. д. / 43.66194° пн. ш. 116.01528° зх. д. (43.662033, -116.015251).  За даними Бюро перепису населення США в 2010 році переписна місцевість мала площу 78,08 км², з яких 77,92 км² — суходіл та 0,16 км² — водойми.

## Демографія
Згідно з переписом 2010 року, у переписній місцевості мешкали 1162 особи в 481 домогосподарстві у складі 367 родин. Густота населення становила 15 осіб/км².  Було 648 помешкань (8/км²).
Расовий склад населення:
| - 96,5 % — білих - 0,5 % — корінних американців - 0,4 % — чорних або афроамериканців - 0,4 % — азіатів - 0,3 % — осіб інших рас |

До двох чи більше рас належало 1,9 %. Частка іспаномовних становила 2,1 % від усіх жителів.
За віковим діапазоном населення розподілялося таким чином: 20,1 % — особи молодші 18 років, 70,2 % — особи у віці 18—64 років, 9,7 % — особи у віці 65 років та старші. Медіана віку мешканця становила 47,2 року. На 100 осіб жіночої статі у переписній місцевості припадало 116,0 чоловіків;  на 100 жінок у віці від 18 років та старших — 116,0 чоловіків також старших 18 років.
Середній дохід на одне домашнє господарство  становив 92 652 долари США (медіана — 99 408), а середній дохід на одну сім'ю — 105 192 долари (медіана — 108 929). За межею бідності перебувало 4,3 % осіб, у тому числі 0,0 % дітей у віці до 18 років та 0,0 % осіб у віці 65 років та старших.
Цивільне працевлаштоване населення становило 747 осіб. Основні галузі зайнятості: науковці, спеціалісти, менеджери — 26,8 %, транспорт — 14,6 %, освіта, охорона здоров'я та соціальна допомога — 14,2 %.